# Lawarde-Mauger-l’Hortoy
Lawarde-Mauger-l’Hortoy település Franciaországban, Somme megyében. Lakosainak száma 154 fő (2022. január 1.). Lawarde-Mauger-l’Hortoy Bonneuil-les-Eaux, Ailly-sur-Noye, Chaussoy-Epagny, Flers-sur-Noye, Fransures és Hallivillers községekkel határos.

## Népesség
A település népességének változása:
| Lakosok száma | 183  | 181  | 178  | 173  | 167  | 162  | 160  | 156  | 154  |
|               | 2013 | 2015 | 2016 | 2017 | 2018 | 2019 | 2020 | 2021 | 2022 |